# 宮下玄覇
宮下 玄覇（みやした はるまさ、1973年 - ）は、日本の実業家、編集者、歴史・美術・茶道・古田織部研究家、織部流茶人、映画プロデューサー、映画監督。古田織部美術館館長。樂焼玉水美術館館長。古美術・茶道具商社宮帯・宮帯出版社代表取締役社長。古田織部流温知会会長。戦国武将追善茶会会長。宮帯文庫長。月刊『刀剣春秋新聞』発行者。日本甲冑武具研究保存会評議員。茶書研究会理事。茶道での通称は帯刀（たてわき）。

## 経歴
長野県生まれ、東京都・神奈川県出身。京都市在住。先祖は信濃国伊奈郡の郷士宮下帯刀で、伊東潤の小説『武田家滅亡』『天地雷動』（角川書店）に登場している。母方の先祖は木曾義仲四天王の今井兼平で、親族に今井登志喜がいる。
古美術品の鑑定を得意とするほか、マイナーな歴史・甲冑・茶道書を企画・出版して啓蒙活動を続け、甲冑シリーズのほか『茶湯手帳』や「茶人叢書」シリーズは茶人のなかで有名である。筒井紘一の協力を得、茶書研究会の発起人を務めた。また、これまで大徳寺や高台寺などで戦国武将茶人を追悼する「戦国武将追善茶会」などのイベントを主催している。安土桃山時代から江戸時代の膨大な茶書、売立目録などを収蔵する宮帯文庫、2014年の古田織部400年遠忌を機に、京都に「古田織部美術館」を創設。また、荒廃していた鷹峯紅葉谷庭園を整備した。さらに2015年には、日本一窓が多い茶室「擁翠亭」（十三窓席）を、鷹峯太閤山荘内に建築した。この茶室は江戸時代前期に小堀遠州が造り、茶室研究の第一人者の中村昌生を監修者として、解体されてから140年間眠っていた古材を使って移築・復原したものであった。同山荘において古田織部流茶道教室を開始。ふなっしーに点前を指導したことでも知られる。
同2015年8月から12月にかけて、古田織部没後400年を記念して、矢部良明の協力を得、巡回展「利休を超えた織部とは －？」を、湯島天満宮宝物殿・熱田神宮宝物館・本能寺大寶殿宝物館において主催した。
2016年2月20日、古田織部美術館を北山通沿いに移転オープンし、門川大作京都市長が開展式に参席した。 
同年11月より、岐阜県で開始され2009年に途絶えていた「織部賞」を古田織部美術館主催で第二次織部賞（隔年開催）として再開した。
2018年に公開された映画『嘘八百』と続編『嘘八百 京町ロワイヤル』では（2作品とも武正晴監督）古美術監修・茶道指導を務めた。
2021年5月に堀川通り沿いに「樂焼玉水美術館」をオープンした。
2021年から全国公開された、こうふ開府500年・信玄公生誕500年・信玄公450年遠忌を記念した映画『信虎』（監督金子修介、音楽池辺晋一郎）ではこのプロジェクトを立ち上げ、共同監督・脚本・美術・製作総指揮・プロデューサーなどを務めた。本作品は宮下が敬愛する隆大介の遺作となった。10月22日からの山梨先行上映にあわせて信玄菩提寺・恵林寺の宝物類を展示する信玄公宝物館において、「武田の兜と信玄の合戦図」展を企画、全面協力。11月12日からTOHOシネマズ系（メイン館・TOHOシネマズ日本橋）で全国上映され、初日舞台挨拶に登壇した。この映画により、特殊メイク・かつら担当の江川悦子が、ラテックス製かつらが『マスカレード・ナイト』とともにこの分野に革命をもたらしたと評価され、芸術選奨 文部科学大臣賞を受賞した。宮下は、2022年の第11回マドリード国際映画祭で外国語映画部門 最優秀監督賞を金子修介と共に受賞。2023年の第10回ニース国際映画祭では外国語映画部門 最優秀オリジナル脚本賞を受賞した。

## 主な研究業績
- 2016年、豊臣秀吉が古田織部に、武家茶の格式を重んじる茶法を定めるよう命じたというのがこれまでの定説（桑田忠親『古田織部』、映画『豪姫』ほか）であったが、宮下が『古田家譜』（竹田市立歴史資料館蔵）の記述を発見し、織部に茶法の制定を命じた人物は秀吉ではなく徳川秀忠であること、さらにその時期が慶長10年（1605年）4月であることを証明した（『豊後『古田家譜』―古田織部の記録―〈改訂版〉』古田織部美術館）。
- 2017年、天正2年（1574）5月の織田信長茶会記を発見した（『茶書研究 第6号』茶書研究会）。
- 同年、駿府（静岡県）で焼かれた織部焼肩衝茶入を発見した。「十蔵」という日本最古の作者銘が入れられており、「瀬戸十作」の一人の初代有来（浦井）新兵衛の初名である、と草間直方『茶器名物図彙』に記載されている。同書には駿府の土で作った茶入に「十蔵」の陶印を使用し、家康に献上し賞賛を受けたとある（『館蔵名品展』古田織部美術館）。
- 同年、本阿弥光悦作の「光悦七種」「光悦十作」「千家中興名物」の青替赤筒茶碗 銘「有明」（平瀬家伝来）を発見した（『幻の光悦作 赤筒茶碗 銘「有明」〈改訂版〉』古田織部美術館）。
- 2018年、もう一つの「松屋名物集」（土門久克系）を発見した。行方不明になっている脇本本よりも詳細な記述がある。
- 2020年、豊臣秀吉・徳川家康らの土風炉の切形（図面）を発見した（『茶書研究 第9号』茶書研究会）。
- 2023年、徳川家康遺品目録である「駿府御分物」紀州徳川家本（存在不明）を含む、紀伊頼宣が次男で伊予西条藩初代藩主・頼純へ下賜した茶道具目録を発見した（『茶書研究 第12号』茶書研究会）。
- 同年、豊臣秀吉が肥前名護屋城に建てた総竹製の茶室について、青竹ではないことなどを考証した（「豊臣秀吉の竹茶室」『茶書研究 第12号』茶書研究会）。

## 主な茶会主催
- 黄梅院殿小早川隆景公追善茶会（大徳寺黄梅院、2011年7月）
- 東日本大震災犠牲者追悼・被災地復興祈願「真言聲明とチャリティ茶会」（護国寺、2012年4月）
- 浅野幸長公 四百年遠忌 高台寺追善茶会（高台寺、2012年8月）
- 三好長慶公四百五十年遠忌追善茶会（大徳寺聚光院、2013年7月）
- 高山右近追悼記念式典・茶会（カトリック高槻教会、2014年3月）
- 古田織部四百年遠忌追善茶会（大徳寺黄梅院・芳春院・総見院・瑞雲軒、2014年6月）
- 世外井上馨没後百年追善茶会（東京国立博物館応挙館・九条館、2015年8月）
- 北条氏康生誕五百年記念茶会（松永記念館、2015年12月）
- 朝吹柴庵百回忌追善茶会（護国寺、2017年2月）
- 和敬会十六羅漢追懐茶会（護国寺、2017年5月）
- 古田織部追善茶会（大徳寺玉林院、2017年6月）
- 永井尚政（信斎）公三百五十年遠忌追善茶会（宇治・興聖寺、2017年9月）
- 黒田長政四百年遠忌茶会（京都・報恩寺、2022年10月）

## 編著書
- 『必携 茶湯便利帳』（2009年）
- 『清盛が最も恐れた男源義朝』（2011年）
- 『信濃武士～鎌倉幕府を創った人々～』（2012年）
- 『茶道実用手帳〈年刊〉』（2012年～2022年）
- 『古田織部の世界』（2014年）
- 「『信虎』台本」『映画『信虎』の世界』（2021年）
- 『徳川将軍家・御三家・御三卿旧蔵品総覧』（2023年）

## 共著
- 木下收・林屋晴三・筒井紘一・鈴木皓詞・宮下玄覇ら（実行委員会）編『古田織部四百年忌図録』（2015年）
- 桑田忠親・矢部良明・伊東潤・宮下玄覇『ビジュアル版 戦国武将茶人』（2018年）

## 校訂書
- 熊田葦城『茶道美談』（2018年）

## 監修書
- 『没後四百年 古田織部展 補訂版』（2015年）

## 主な執筆・論文
- 「最初の版行茶書は『古織伝』」『茶書研究 創刊号』（茶書研究会、2012年）
- （歴史のヒーロー・ヒロイン）「古田織部」『本郷』No.125（吉川弘文館、2016年）
- （戦国武将の信仰と神仏）「戦国武将と茶の湯―古田織部を中心に」『大法輪』平成28年11月号（大法輪閣、2016年）
- 「「へうげもの」古田織部の真実」『歴史人 12月号【千利休と戦国の茶の湯】』（ベストセラーズ 、2017年）
- 「古田織部と「織部茶会」」『嘘八百 京町ロワイヤル』（東宝映像事業部、2020年）
- 「傾き武将茶人 織田道八」『天下一のかぶき者 織田左門』（柏木輝久、宮帯出版社、2020年）
- 「土風炉切形 控」『茶書研究　第九号』（茶書研究会、2020年）
- 「映画『利休』『豪姫』の破格な小道具」『フィルムメーカーズ22 勅使河原宏』（友田義行編、宮帯出版社、2021年）
- 「豊臣秀吉の竹茶室」『茶書研究 第12号』（茶書研究会、2023年）

## 出演作品
- 『雅俗の精華　小林一三コレクション』DVD（主演檀れい、財団法人逸翁美術館、2009年）
- 『前田利常×小堀遠州 蘇る日本一窓の多い茶室 擁翠亭』DVD・Blu-ray（虹映社、2017年）
- 映画『信虎』DVD・Blu-ray（ミヤオビピクチャーズ、2022年）

## 主な出演番組
- 「家康暗殺計画と古田織部の謎」『高島礼子 日本の古都～その絶景に歴史あり』（BS-TBS、2016年9月16日）

## 主な対談
- 伊東潤×宮下玄覇「『へうげもの』を創った俊傑」『歴史通 11月号』（ワック出版、2014年）
- 小和田哲男×宮下玄覇「古田織部「へうげもの」の世界を愉しむ」『歴史人 7月号【「本能寺の変」の謎をすべて解く！】』（ベストセラーズ 、2015年）

- 山崎怜奈×伊東潤×宮下玄覇「千利休」（山崎怜奈『歴史のじかん』幻冬舎、2021年）

## 主な掲載
- 「茶の湯精神とキリスト教の関係に光」（『日本経済新聞』朝刊（全国版）文化面コラム「文化往来」、2018年5月1日）
- 「織部はキリシタンか？」（『朝日新聞』夕刊、2018年4月4日）
- 「もう一人の茶道大成者 ― 古田織部」（『朝日新聞』夕刊、2020年3月3日）
- 「茶聖あり　第二部武将〈三〉古田織部」（『産経新聞』朝刊13版1面、2022年5月22日）